# 確率微分方程式
確率微分方程式（かくりつびぶんほうていしき、英: Stochastic differential equation）とは、1つ以上の項が確率過程である微分方程式であって、その結果、解自身も確率過程となるものである。一般的に、確率微分方程式はブラウン運動（ウィーナー過程）から派生すると考えられる白色雑音を組み込むが、不連続過程の様な他の無作為変動を用いることも可能である。

## 背景
確率微分方程式は、ブラウン運動を記述したアインシュタインの有名な論文、および同時期にスモルコフスキーにより導入された。しかし、バシュリエ（1900年）の論文「投機の理論」は、ブラウン運動に関連した初期の業績として特筆すべきである｡その後、ランジュバンに引き継がれ、後に伊藤とストラトノビッチが確率微分方程式に数学的基礎付けを行った。

### 確率解析
ブラウン運動、あるいはウィーナー過程は、数学的には極めて複雑である。ウィーナー過程の経路は微分不可能であり、したがって、微分･積分を行うには、独自の規則が必要となる。確率解析には、伊藤確率解析、ストラトノビッチ確率解析の2つの方法がある。各々には長所および利点があり、初学者は、与えられた状況においてどちらを使うべきか混乱しがちである。しかし、指針は存在するのであり（下記エクセンダール参考文献参照）、伊藤確率微分方程式を等価なストラトノビッチ確率微分方程式に変換でき、再び戻すことも可能である。しかし、その確率微分方程式を立てた際、どちらの解析によったのか、注意を払わなければならない。

### 数値解
確率微分方程式、特に確率偏微分方程式の数値解法は、相対的に未発達な分野である。通常の微分方程式の数値解に使用されるアルゴリズムの殆どは、確率微分方程式には殆ど有効に使用できず、数値収束が非常に悪いとされている。洋書であるが、P E Kloeden and E Platen, Numerical Solution of Stochastic Differential Equations, (Springer, 1999) は、多くのアルゴリズムを取り扱っている。これら手法には、オイラー・丸山法、ミルスタイン法、ルンゲ・クッタ法等がある。

### 逆時間確率微分方程式
近年（2020年頃から）、機械学習の分野で「拡散モデル」と呼ばれる、確率分布に基づいてデータを自動的に生成する手法が実用化され非常に注目されている。その方法の中では時間方向を正方向と逆方向に確率微分方程式をそれぞれ解くことが行われる。

## 定義
典型的には、Bt （t≧0） を、 B0 = 0 を満たす連続時間一次元ブラウン運動（ウィーナー過程）とするとき、積分方程式
{\displaystyle X_{t+s}-X_{t}=\int _{t}^{t+s}\mu (X_{u},u)du+\int _{t}^{t+s}\sigma (X_{u},u)\,dB_{u}}
を
{\displaystyle dX_{t}=\mu (X_{t},t)\,dt+\sigma (X_{t},t)\,dB_{t}}
の形に略記したものを、確率微分方程式という。上記方程式は、連続時間の確率過程 Xt の振る舞いを、一般のルベーグ積分と伊藤積分の和で模している。
確率微分方程式の発見論的だがとても有益な解釈は、微小時間間隔 δ において、確率過程 Xt の変化が、期待値 μ(Xt,t)δ、分散 σ2(Xt,t)δ の正規分布に従って変化し、しかも過去の同確率過程の振る舞いと独立である、と見ることである。ウィーナー過程の変化は互いに独立で正規分布に従うことから、こう考えることができる。
関数 μ(x,t) はドリフト係数（drift coefficient）、関数 σ(x,t) は拡散係数（diffusion coefficient）という。確率微分方程式の解として得られる確率過程 Xt は拡散過程（かくさんかてい、英：diffusion process）と呼び、通常はマルコフ過程である。

### 強解と弱解
確率微分方程式の理論的解釈は、同方程式の解とは何かによって解釈する。確率微分方程式の解の主要な定義には、強解（きょうかい、英：strong solution）と弱解（じゃくかい、英：weak solution）の二種類ある。
どちらも、確率微分方程式に対応する積分方程式の解となる確率過程 Xt の存在を要件とする。両者の違いは、基礎となる確率空間 (Ω, F, P) にある。弱解とは、確率積分方程式を満たす確率空間と確率過程をいい、強解は、与えられた確率空間の上で定義され、確率積分方程式を満たす確率過程をいう。

### 幾何ブラウン運動
以下の確率微分方程式、
{\displaystyle dX_{t}=\mu X_{t}\,dt+\sigma X_{t}\,dB_{t}}
は重要な例であり、この解を幾何ブラウン運動（きかぶらうんうんどう、英：geometric Brownian motion）という。これは、数理ファイナンスにおいて、ブラック・ショールズ・オプション価格モデルで、株式価格の動きを模す方程式である。

### 伊藤過程
係数関数μとσが、解確率過程Xtの現在の値のみならず、同過程の過去の値、または他の確率過程の現在と過去の値にも依存する、さらに一般的な確率微分方程式が考えられる。この場合、解確率過程 Xt はマルコフ過程ではなく、その解は拡散過程ではなく伊藤過程（Itō process）と呼ばれる。係数関数が現在と過去のXtの値のみに依存する場合、定義する確率微分方程式は、確率遅延微分方程式（stochastic delay differential equation）という。

## 解の存在と一意性
決定論的な常微分方程式や偏微分方程式と同様、与えられた確率微分方程式の解が存在するか、存在するとして一意か否かを知ることは、重要である。下記は、n次元ユークリッド空間Rnに値を取り、m次元ブラウン運動Bを無作為項とする伊藤確率微分方程式の解の存在および一意性に関する一般的定理である。参考文献に記したエクセンダールの本の §5.2には、証明が記載されている。
T > 0とする。
{\displaystyle \mu :\mathbb {R} ^{n}\times [0,T]\to \mathbb {R} ^{n}}

{\displaystyle \sigma :\mathbb {R} ^{n}\times [0,T]\to \mathbb {R} ^{n\times m}}
は可測関数で、適当な定数C、Dが存在し、任意のt ∈ [0, T]、任意のx, y ∈ Rnに対し、次の2条件を満たすとする。
{\displaystyle {\big |}\mu (x,t){\big |}+{\big |}\sigma (x,t){\big |}\leq C{\big (}1+|x|{\big )}}

{\displaystyle {\big |}\mu (x,t)-\mu (y,t){\big |}+{\big |}\sigma (x,t)-\sigma (y,t){\big |}\leq D|x-y|}
ここで、
{\displaystyle |\sigma |^{2}=\sum _{i,j=1}^{n}|\sigma _{ij}|^{2}}
である。
確率変数Zは、{Bs}s≧0により生成されるσ加法族と独立であり、かつ、
{\displaystyle \mathbb {E} {\big [}|Z|^{2}{\big ]}<+\infty }
を満たすとする。このとき、確率微分方程式、
{\displaystyle dX_{t}=\mu (X_{t},t)dt+\sigma (X_{t},t)dB_{t}\ ,0\leq t\leq T}

{\displaystyle X_{t}=Z\,}
は、以下の2つの性質を有するtに関して連続な解
{\displaystyle X:(t,\omega )\mapsto X_{t}(\omega )}
を、Pに関して殆ど確実に一意に有する。
- X は、Z と Bs （s≦t） により生成される増大情報系[注 1]に適合する[注 2]。
- {\displaystyle \mathbb {E} \left[\int _{0}^{T}|X_{t}|^{2}\,\mathrm {d} t\right]<+\infty }